# Justicia tigrina
Justicia tigrina är en akantusväxtart som beskrevs av Hermann Heino Heine. Justicia tigrina ingår i släktet Justicia och familjen akantusväxter. Inga underarter finns listade i Catalogue of Life.